# 6 (album)
Pour les articles homonymes, voir Six (homonymie).
Albums de Mucc
Houyoku
(2005) Gokusai
(2006)
6 (鵬翼) est le sixième album du groupe de rock japonais Mucc. Il est sorti le 26 avril 2006 au Japon et le 12 mai 2006 en Europe.

## Liste des titres
| No | Titre                                     | Paroles  | Musique  | Durée |
| -- | ----------------------------------------- | -------- | -------- | ----- |
| 1. | 666                                       |          | Miya     | 1:27  |
| 2. | Kūkyo na Heya (空虚な部屋)                | Tatsurou | Miya     | 4:45  |
| 3. | Akai Sora (赤い空)                        | Miya     | Miya     | 3:02  |
| 4. | Haribote no Otona (はりぼてのおとな)      | Tatsurou | Miya     | 5:23  |
| 5. | Forty-Six (フォーティーシックス)          | Miya     | Miya     | 2:21  |
| 6. | Kami no Hoshi (神の星)                    | Tatsurou | Yukke    | 2:25  |
| 7. | Haru, Kaze no Fuita Hi (春、風のふいた日) | Tatsurou | Satochi  | 3:03  |
| 8. | Yūbeni (夕紅)                             | Miya     | Satochi  | 3:05  |
| 9. | Haruka (遥か)                             | Tatsurou | Tatsurou | 5:18  |